# Drôme Classic 2016
La Drôme Classic 2016, (ufficialmente Royal Bernard Drôme Classic), quarta edizione della corsa e valida come evento dell'UCI Europe Tour 2016 categoria 1.1, si svolse il 28 febbraio 2016 su un percorso di 203,8 km.
È stata vinta dal ceco Petr Vakoč, con il tempo di 5h08'57", alla velocità media di 39,58 km/h, che ha battuto il belga Jan Bakelants, arrivato secondo, e il francese Arthur Vichot, piazzatosi terzo.
Alla partenza 143 ciclisti presero il via, dei quali 122 portarono a termine la gara.

## Squadre e corridori partecipanti
| N.    | Cod. | Squadra                |
| ----- | ---- | ---------------------- |
| 1-8   | ALM  | AG2R La Mondiale       |
| 11-18 | BMC  | BMC Racing Team        |
| 21-28 | FDJ  | FDJ                    |
| 31-38 | TGA  | Team Giant-Alpecin     |
| 41-48 | OGE  | Orica-GreenEDGE        |
| 51-58 | TFS  | Trek-Segafredo         |
| 61-68 | IAM  | IAM Cycling            |
| 71-78 | EQS  | Etixx-Quick Step       |
| 81-88 | FVC  | Fortuneo-Vital Concept |
| 91-98 | DEN  | Direct Énergie         |

| N.      | Cod. | Squadra                          |
| ------- | ---- | -------------------------------- |
| 101-108 | COF  | Cofidis, Solutions Crédits       |
| 111-117 | DMP  | Delko-Marseille Provence-KTM     |
| 121-128 | CJR  | Caja Rural-Seguros RGA           |
| 131-137 | ROP  | Roompot Oranje Peloton           |
| 141-148 | WGG  | Wanty-Groupe Gobert              |
| 151-158 | TSV  | Topsport Vlaanderen-Baloise      |
| 161-168 | ADT  | Armée de Terre                   |
| 171-178 | AUB  | HP-BTP Auber 93                  |
| 181-188 | WBC  | Wallonie Bruxelles-Group Protect |

## Ordine d'arrivo (Top 10)
| Pos. | Corridore         | Squadra | Tempo    |
| ---- | ----------------- | ------- | -------- |
| 1    | Petr Vakoč        | Etixx   | 4h52'51" |
| 2    | Jan Bakelants     | AG2R    | s.t.     |
| 3    | Arthur Vichot     | FDJ     | a 6"     |
| 4    | Julien Simon      | Cofidis | s.t.     |
| 5    | Pieter Serry      | Etixx   | s.t.     |
| 6    | Adam Yates        | Orica   | s.t.     |
| 7    | Romain Feillu     | HP BTP  | s.t.     |
| 8    | Romain Bardet     | AG2R    | s.t.     |
| 9    | Anthony Maldonado | AG2R    | s.t.     |
| 10   | Lilian Calmejane  | Direct  | s.t.     |